# Steinenhaus (Gräfrath)
Steinenhaus ist eine Wüstung im Solinger Stadtteil Gräfrath.

## Geographie
Steinenhaus lag südlich des heutigen Gräfrather Parkfriedhofes auf einer Anhöhe oberhalb der Hofschaft Nümmen. Der Hof war über einen Weg von der Straße Nümmen aus zu erreichen. Wenige hundert Meter südwestlich liegt die Hofschaft Ehren.
Heute befindet sich die Wüstung des Wohnplatzes auf dem südlichen Erweiterungsgelände des Gräfrather Parkfriedhofs.

## Etymologie
Vermutlich rührt der Name von einem dort errichteten Haus aus Stein. Steinhäuser waren bis in das 19. Jahrhundert so selten, dass zuweilen gleich der gesamte Wohnplatz nach ihnen benannt wurde.

## Geschichte
Steinenhaus ist im Jahre 1715 in der Karte von Erich Philipp Ploennies noch nicht verzeichnet, aber auf dem Plan der Kloster Gräfrather und Burger Gründe aus der zweiten Hälfte des 18. Jahrhunderts. Die Topographische Aufnahme der Rheinlande von 1824 verzeichnet den Ort als Steinenhaus, die Preußische Uraufnahme von 1844 unbeschriftet. In der Topographischen Karte des Regierungsbezirks Düsseldorf von 1871 ist Steinenhaus nördlich von Ehren verzeichnet.
1815/16 lebten vier Einwohner im Ort. 1830 gehörte Steinenhaus zu der Bürgermeisterei Gräfrath, im Ort lebten zu dieser Zeit vier Menschen. 1832 war Steinenhaus Teil der Honschaft Gräfrath innerhalb der Bürgermeisterei Gräfrath. Der nach der Statistik und Topographie des Regierungsbezirks Düsseldorf als kleines Ackergut kategorisierte Ort besaß zu dieser Zeit ein Wohnhaus und zwei landwirtschaftliche Gebäude. Zu dieser Zeit lebten drei Einwohner im Ort, davon allesamt katholischen Bekenntnisses. Die Gemeinde- und Gutbezirksstatistik der Rheinprovinz führt den Ort 1871 mit zwei Wohnhäusern und zehn Einwohnern auf. Im Gemeindelexikon für die Provinz Rheinland werden 1885 drei Wohnhäuser mit 13 Einwohnern angegeben. 1895 besitzt der Ort drei Wohnhäuser mit 26 Einwohnern, 1905 wird der Ort nicht mehr aufgeführt.
Ende des 19. Jahrhunderts wurde am Ort eine Grube angelegt.
Das Hofgut wurde vermutlich um die Wende zum 20. Jahrhundert niedergelegt, da es im Gemeindelexikon von 1905 bereits nicht mehr gelistet wird und der Ort auf den Messtischblättern der Topografischen Karte 1:25.000 Elberfeld ab der Ausgabe 1907 nicht mehr eingezeichnet ist. Auf dem Gelände befinden sich heute Freiflächen.